# 槺榔林
槺榔林，是台灣屏東縣恆春鎮的一個傳統地域名稱，位於該鎮中西部。相較於今日行政區，其範圍大致為德和里不含西北部及東北部邊界地帶及西南部邊界地帶。
本地區境內主要聚落為槺榔林、座仔、排仔路頭、槺榔坪。

## 歷史
台灣日治初期，槺榔林地區為一街庄，稱為「槺榔林庄」（舊制街庄），隸屬於德和里。該庄昔日西北及北與大平頂庄為鄰，東北及東與山腳庄為鄰，南邊及西南邊為龍泉水庄。
1901年（日治明治三十四年）11月11日，全台廢縣廳改設二十廳，該庄隸屬於恆春廳。1904年（明治三十七年）5月1日，該庄編入「龍泉水區」，隸屬於恆春廳。1909年（明治四十二年）10月25日，全台合併二十廳為十二廳，龍泉水區改隸屬於阿緱廳。1920年（大正九年）10月1日，全台地方制度大改正，廢十二廳改設五州二廳，該庄改制為「槺榔林」大字，隸屬於高雄州恆春郡恆春庄（新制街庄）。1940年（昭和十五年）6月17日，恆春庄改制為恆春街。
戰後恆春街改制為恆春鎮，隸屬於高雄縣，大字亦改制為里。1950年（民國39年）10月1日，高、屏分治，恆春鎮改隸屬於屏東縣。
相較於今日行政區，本地區的範圍大致為德和里不含西北部及東北部邊界地帶及西南部邊界地帶。

## 聚落
本地區發展較早的聚落為槺榔林、座仔、排仔路頭、槺榔坪、三溝（已消失）、四溝坑（已消失），在日治期初期的官方地圖上已有記載。

## 交通
鄉道屏155線是新街至大光的道路，經過本地區的槺榔林、座仔、排仔路頭等聚落。
鄉道屏159線是恆春至龍水的道路，經過本地區南端邊界地帶。